# Angelo Scola
Angelo Scola, italijanski rimskokatoliški duhovnik, škof in kardinal, * 7. november 1941, Malgrate.

## Življenjepis
18. julija 1970 je prejel duhovniško posvečenje.
18. julija 1991 je bil imenovan za škofa Grosseta in 21. septembra istega leta je prejel škofovsko posvečenje. 14. septembra 1995 je odstopil iz škofovskega položaja, saj je bil isti dan premeščen v Rimsko kurijo.
5. januarja 2002 je postal patriarh Benetk.
21. oktobra 2003 je bil povzdignjen v kardinala in imenovan za kardinal-duhovnika Ss. XII Apostoli.
28. junija 2011 je postal nadškof Milana (do upokojitve 2017).